# Genocidio utilitario
El genocidio utilitario es una de las cinco formas de genocidio clasificadas y definidas en 1975 por el sociólogo e historiador Vahakn Dadrian, un genocidio utilitario que difiere claramente de los genocidios por motivos ideológicos como el Holocausto y el genocidio camboyano. Esta forma de genocidio tiene como objetivo alguna forma de ganancia material, como la toma de territorio para obtener el control de los recursos económicos para su explotación comercial. Dos ejemplos de esta forma son el genocidio de los pueblos indígenas en Brasil y el genocidio de los pueblos indígenas en Paraguay.
Esta forma de genocidio fue muy prominente durante las expansiones coloniales europeas en las Américas, Oceanía y África. La expansión colonial hacia las Américas fue notablemente diferente en sus enfoques de la acumulación de riqueza. La colonización francesa de las Américas a través de la explotación y el comercio de pieles tuvo un impacto menor en los pueblos indígenas. Sin embargo, la colonización española de las Américas fue devastadora para la población indígena, al igual que la colonización británica de las Américas. Dadrian también ha dado como ejemplos adicionales de genocidio utilitario los asesinatos de moros y judíos durante la Inquisición española y el asesinato de indios cherokees durante la expansión colonial de los Estados Unidos.
Este tipo de genocidio ha continuado en el siglo XX, con el genocidio en curso de las tribus indígenas en las selvas tropicales de América del Sur principalmente debido al progreso y el desarrollo de los recursos dentro de sus territorios; estas regiones son explotadas para obtener beneficios económicos, los pueblos indígenas son considerados un "obstáculo" y son reubicados por la fuerza o asesinados.